# Lantana trifolia
Lantana trifolia är en verbenaväxtart som beskrevs av Carl von Linné. Lantana trifolia ingår i släktet eldkronor, och familjen verbenaväxter. Inga underarter finns listade i Catalogue of Life.